# Hospital público
Hospital público es una serie de televisión de drama médico argentina emitido por América TV. Basada en historias reales, la historia cuenta la complicada vida profesional y cotidiana de un grupo de médicos y trabajadores de la salud en el ámbito público. Estuvo protagonizada por Pablo Rago, Mauricio Dayub, Virginia Innocenti y Natalia Lobo. Fue estrenada el 17 de junio de 2003.

## Sinopsis
La trama se centra en diferentes casos médicos, que llegan a las puertas de un hospital público de Buenos Aires, donde son atendidos por los doctores Javier Grotz (Mauricio Dayub), Luciano Benegas (Pablo Rago), Valeria Quiroga (Virginia Innocenti) y Florencia Lozano (Natalia Lobo). En este panorama, al cerrarse las puertas del quirófano o de los consultorios, es donde comienza el trabajo de los profesionales de la salud, quienes lidiarán con la realidad de intentar salvar vidas en un contexto difícil y lucharán sin pausa para garantizar el funcionamiento de la salud pública argentina, en medio de condiciones adversas.

## Elenco

### Principal
- Pablo Rago como Luciano Benegas
- Mauricio Dayub como Javier Grotz
- Virginia Innocenti como Valeria Quiroga
- Natalia Lobo como Florencia Lozano

### Secundario
- Rita Terranova como Teresa Riera
- Mimí Ardú como Marikena Volpe
- Luis Longhi como Octavio Funes
- Jimena Anganuzzi como Raquel Dickman
- Fernanda Caride como Karina Rulfo
- Sergio Baldini como Alberto Núñez
- Martín Soler Pujol como Mario Ortiz

### Participaciones
- Claudio Rissi
- Carola Reyna
- Dalma Maradona
- Pepe Monje
- Alejandra Quevedo
- Ariel Staltari
- Guido Gorgatti
- Juan Manuel Tenuta
- Matías Marmorato
- Juan Minujín
- Divina Gloria
- Walter Quiróz
- Mercedes Funes
- Jorge Varas

## Episodios
| N.º | Título               | Dirigido por | Escrito por                 | Fecha de emisión original | Audiencia (millones) |
| --- | -------------------- | ------------ | --------------------------- | ------------------------- | -------------------- |
| 1   | «Puede que te dañen» | Edi Flehner  | Pablo Lago y Susana Cardozo | 17 de junio de 2003       | 8.6                  |

## Recepción

### Comentarios de la crítica
La serie recibió críticas positivas, donde resaltaron su parecido con la serie estadounidense ER, pero con la diferencia de que ambas poseen realidades sociales totalmente distintas. En una reseña, el sitio web Télam rescató que la serie presenta «imágenes tan impactantes como veraces», que «todas las escenas [...] fluyen naturalmente» y concluyó que lejos de ocuparse por mostrar un sistema de salud público resquebrajado y devaluado, «se ocupa de reflejar una realidad cruda a la que muchos, pese a sus miserias personales, le hacen frente». Por su parte, Marcelo Stiletano del diario La Nación puntuó a la serie como «buena», destacando el «buen aprovechamiento de los escenarios», como así también las actuaciones de Dayub e Innocenti, las cuales consideró como «eficaces» y los personajes mejores delineados.

### Premios y nominaciones
| Lista de premios y nominaciones | Lista de premios y nominaciones | Lista de premios y nominaciones                   | Lista de premios y nominaciones | Lista de premios y nominaciones | Lista de premios y nominaciones | Lista de premios y nominaciones |
| Año                             | Organización                    | Categoría                                         | Nominado/a (s)                  | Resultado                       | Ref(s)                          |                                 |
| ------------------------------- | ------------------------------- | ------------------------------------------------- | ------------------------------- | ------------------------------- | ------------------------------- | ------------------------------- |
| 2003                            | Premios Clarín                  | Revelación femenina en televisión                 | Jimena Anganuzzi                | Nominada                        | [ 8 ]                           |                                 |
| 2003                            | Premios Martín Fierro           | Mejor actriz de reparto en unitario y/o miniserie | Mimí Ardú                       | Ganadora                        | [ 9 ]                           |                                 |
| 2004                            | Premios Fund TV                 | Mejor ficción                                     | Hospital público                | Ganador                         | [ 10 ]                          |                                 |
| 2004                            | Fundación Huésped               | Mención especial                                  | Hospital público                | Ganador                         | [ 11 ]                          |                                 |
| 2005                            | Premios Lola Mora               | Mejor serie de televisión                         | Hospital público                | Ganador                         | [ 12 ]                          |                                 |